# 夏侯杰

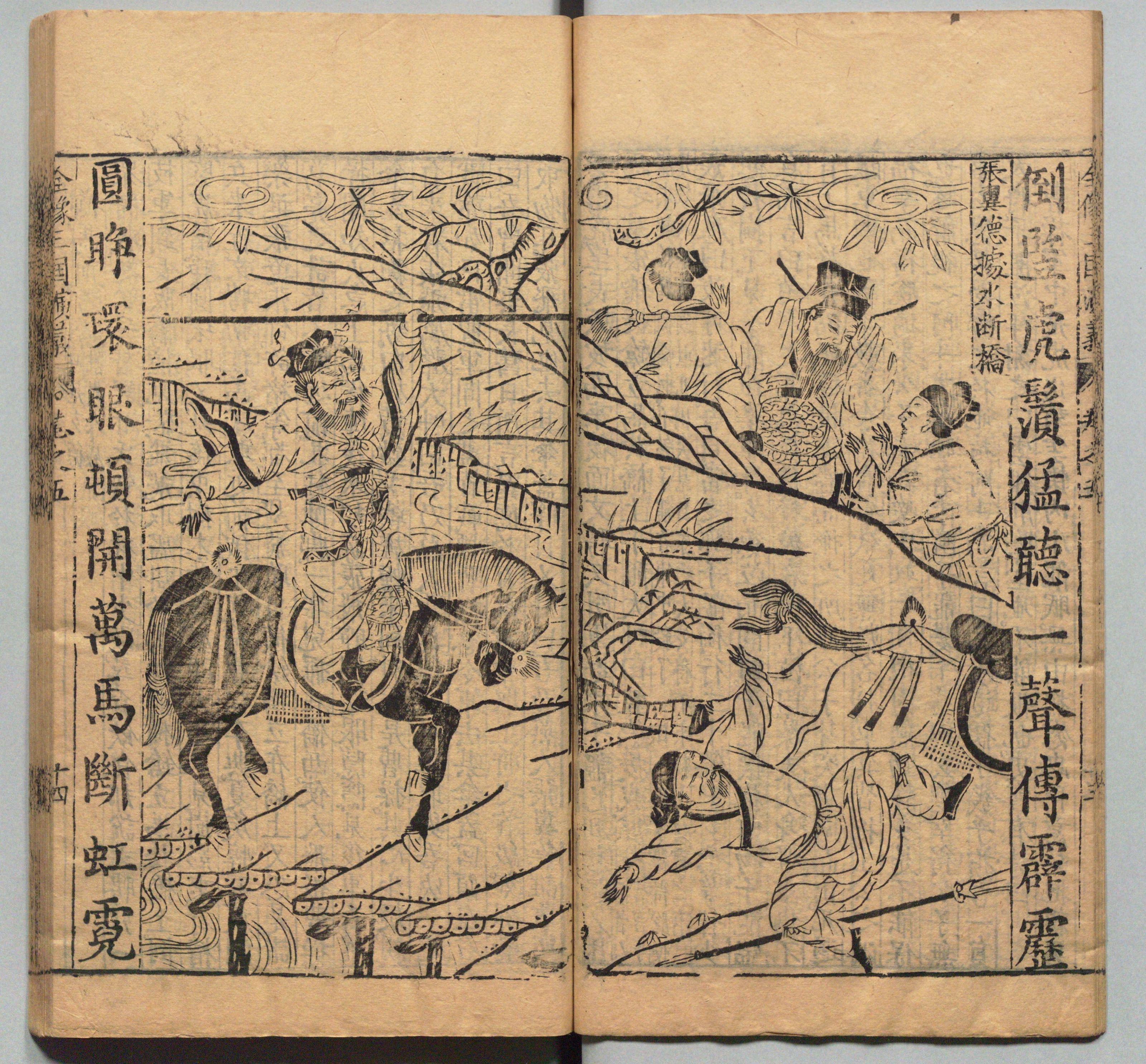
周曰校插图版《三国志通俗演义》中的张飞吓死夏侯杰

夏侯傑，小说《三国演义》的角色。嘉靖版作為「夏侯霸」，與夏侯淵次子重名。
夏侯傑是曹操隨身之將，在第42回长坂坡之战中被张飞怒吼吓得肝膽俱裂，跌下马来而死。
在CAPCOM街機橫版過關遊戲《吞食天地Ⅱ 赤壁之戰》中，夏侯傑是STAGE 6「長坂橋」的關底BOSS，與晏明同時出現，其威力十分強大，與《三國演義》中的夏侯傑不可同日而語。